# St. Pankratius (Niedertopfstedt)

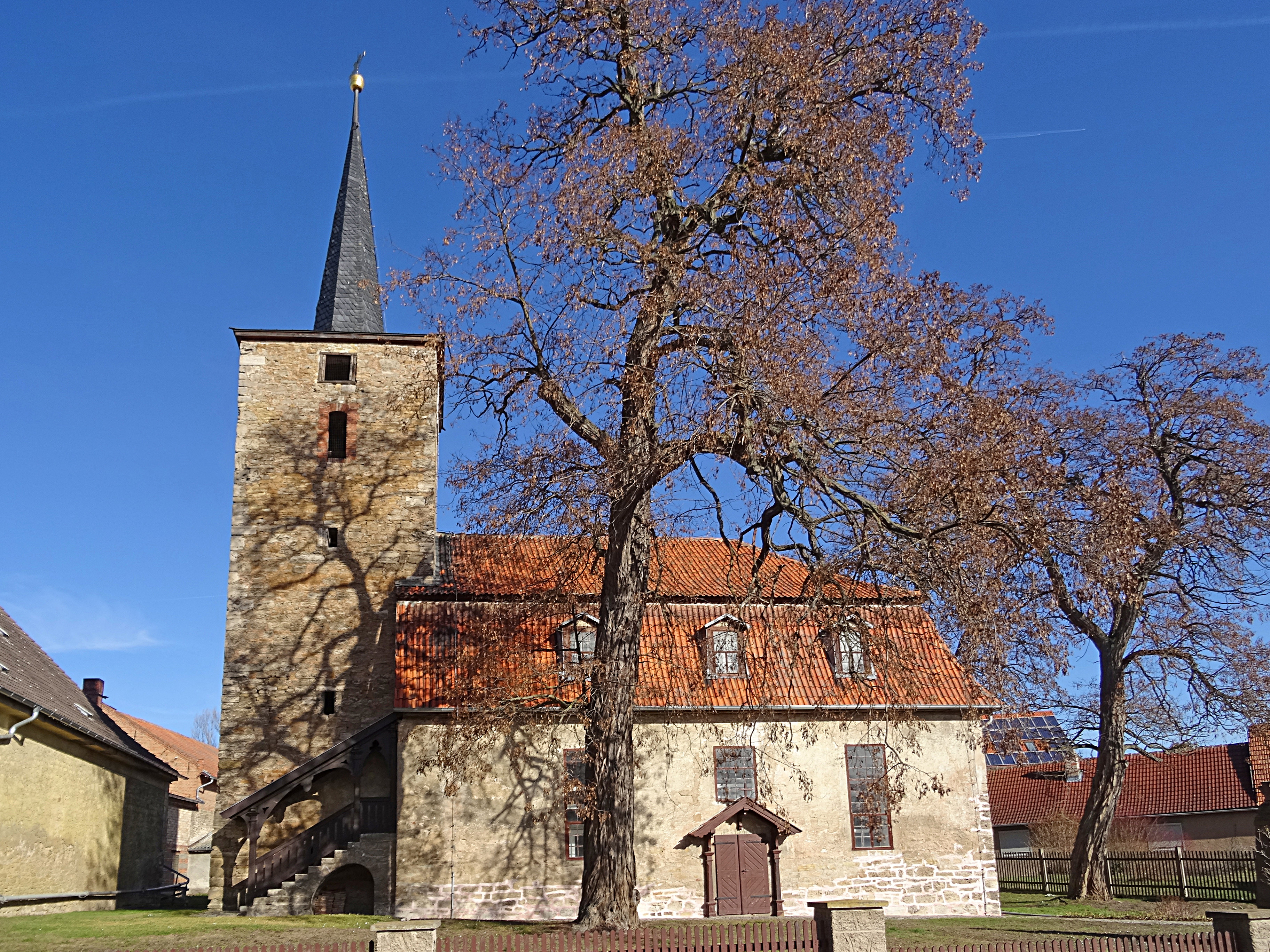
St. Pankratius

Die evangelisch-lutherische, denkmalgeschützte Kirche St. Pankratius steht in Niedertopfstedt, einem Ortsteil der Gemeinde Topfstedt im Kyffhäuserkreis in Thüringen. Sie gehört zur Regionalgemeinde Straußfurt im Pfarrbereich Straußfurt im Kirchenkreis Eisleben-Sömmerda der Evangelischen Kirche in Mitteldeutschland.

## Beschreibung
Die Saalkirche wurde 1796 gebaut. Sie ist mit einem Mansarddach bedeckt und hat einen geraden Abschluss im Osten. Der Kirchturm im Westen wurde 1826 über den mittelalterlichen Grundmauern erneuert. 
Das Kirchenschiff hat zweigeschossige Emporen mit Logen an drei Seiten und ist mit einem hölzernen Tonnengewölbe überspannt. Zur Kirchenausstattung gehören ein um 1500 gefertigtes Taufbecken und ein Opferstock aus dem Jahr 1603. Die Orgel mit 13 Registern, verteilt auf 2 Manuale und Pedal, wurde 1881 von Friedrich Erdmann Petersilie gebaut.